# 大栌榄树
大栌榄树又名渡渡鸟树（英語：dodo tree），是毛里求斯的特有种，属于山榄科。大栌榄树的木材具有很高的经济价值。其果实和桃具有很多相似之处，比如说两者都属于核果，它们的内果皮在萌发期间都会沿着断裂线自然分裂。被列為極度瀕危物種。

## 历史
1973年，人们普遍认为大栌榄树难逃灭绝的厄运，因为当时世界上该树仅存十三株，并且树龄均估计超过300岁。由于大栌榄树没有年轮，因此无法确定其真实年龄。美国生物学家斯坦利·坦普尔推测，大栌榄树种子只有通过渡渡鸟的消化道才能发芽，而渡渡鸟早于17世纪就已经灭绝。为此，坦普尔做了一个实验，他将17枚该树的果实强行喂给火鸡，结果有7枚被火鸡的砂囊压碎，剩下的10枚要么被反刍，要么随火鸡的粪便排出体外。

## 用途
由于这种树的木材在毛里求斯非常珍贵，这导致一些森林管理员用手去刮它们的核，让它们发芽和生长。